# Gibraltarische Fußballnationalmannschaft (U-21-Männer)
Die gibraltarische U-21-Fußballnationalmannschaft ist eine Auswahlmannschaft gibraltarischer Fußballspieler. Sie unterliegt der Verantwortung der  Gibraltar Football Association und repräsentiert ihn auf der U-21-Ebene, in Freundschaftsspielen gegen die Auswahlmannschaften anderer nationaler Verbände, aber auch bei der Europameisterschaft des Kontinentalverbandes UEFA. Spielberechtigt sind Spieler, die ihr 21. Lebensjahr noch nicht vollendet haben und in Gibraltar geboren sind. Bei Turnieren ist das Alter beim ersten Qualifikationsspiel maßgeblich.

## Geschichte
Obwohl der nationale Verband im Jahr 2013 von der UEFA anerkannt wurde, wurde erst im Dezember 2016 eine U-21 Mannschaft geformt, welche dann im Juni 2017 ihr erstes Spiel bestritt. So nahm die Mannschaft erstmals für die Ausgabe 2019 an einer Qualifikation für die U-21-Europameisterschaft teil. Die einzigen Punkte hier resultierten aus einem 1:0-Sieg über Nordmazedonien, welcher bis heute auch der höchste Sieg der Mannschaft in einer Qualifikationsphase ist.

## Teilnahme bei U-21-Europameisterschaften
| 1994 in Frankreich         | Kein UEFA-Mitglied                  |
| 1996 in Spanien            | Kein UEFA-Mitglied                  |
| 1998 in Rumänien           | Kein UEFA-Mitglied                  |
| 2000 in der Slowakei       | Kein UEFA-Mitglied                  |
| 2002 in der Schweiz        | Kein UEFA-Mitglied                  |
| 2004 in Deutschland        | Kein UEFA-Mitglied                  |
| 2006 in Portugal           | Kein UEFA-Mitglied                  |
| 2007 in den Niederlanden   | Kein UEFA-Mitglied                  |
| 2009 in Schweden           | Kein UEFA-Mitglied                  |
| 2011 in Dänemark           | Kein UEFA-Mitglied                  |
| 2013 in Israel             | Kein UEFA-Mitglied                  |
| 2015 in Tschechien         | Kein UEFA-Mitglied                  |
| 2017 in Polen              | nicht an Qualifikation teilgenommen |
| 2019 in Italien/San Marino | nicht qualifiziert                  |
| 2021 in Slowenien/Ungarn   | nicht qualifiziert                  |
| 2023 in Rumänien/Georgien  | nicht qualifiziert                  |